# Earl Kunz
Earl Dewey „Pinches“ Kunz (* 25. Dezember 1898 in Sacramento, Kalifornien; † 14. April 1963 ebenda) war ein US-amerikanischer Baseballspieler auf der Position des Pitchers, der 1923 für eine Saison bei den Pittsburgh Pirates in der Major League Baseball (MLB) spielte. Insgesamt verbrachte Kunz 13 Jahre im professionellen Baseball, die meisten davon in der Pacific Coast League (PCL).

## Leben
Kunz wurde am 25. Dezember 1898 in Sacramento, Kalifornien, geboren. Er wurde oft auch mit seinen Spitznamen „Pinches“ und „Pinch“ gerufen. Als Kind spielte er Sandlotball mit dem zukünftigen Major Leaguer Kettle Wirts. Am 14. April starb der Baseball-Pitcher. Er wurde 64 Jahre alt.

## Karriere

### Senatoren von Sacramento
1920 begann Kunz seine berufliche Laufbahn bei den Senatoren von Sacramento. In dieser Saison ging er 3–11 mit einer Earned Run Average (ERA) von 4.78 in 39 Spielen. In seiner zweiten Saison lief Kunz 14–12 mit einer 3.79 ERA in 50 Spielen. In allen gespielten Spielen führte er die Senators Pitcher an.